# Weipa-Bauxitmine
Die Weipa-Bauxitmine befindet sich auf der westlichen Kap-York-Halbinsel bei Weipa in Queensland, Australien. Das Bauxitvorkommen wurde 1955 von Geologen entdeckt und sechs Jahre später begann der Aufbau des Bergbaus, der 1964 in Betrieb genommen wurde. 2009 wurden 16,3 Millionen Tonnen Erz verarbeitet. Dieses Bergwerk zählte 2010 zu den fünf größten Bauxitbergwerken Australiens.
2008 erweiterte Rio Tinto Alcan das Abbaugebiet im Süden des Embley River. Das Abbaugebiet des Bergwerks ist ein traditionelles Land der Aborigines, daher ist der Abbau nach dem Western Cape Communities Coexistence Agreement (WCCCA) und dem Ely Bauxite Mining Project Agreement (EBMPA) vertraglich über ein Gebiet von 3.860 km² geregelt worden. Das granulierte Erz wird an die Raffinerie Yarwin von Rio Tinto und der Queensland Alumina Limited in Gladstone und nach Übersee transportiert.